# Boris Davydov

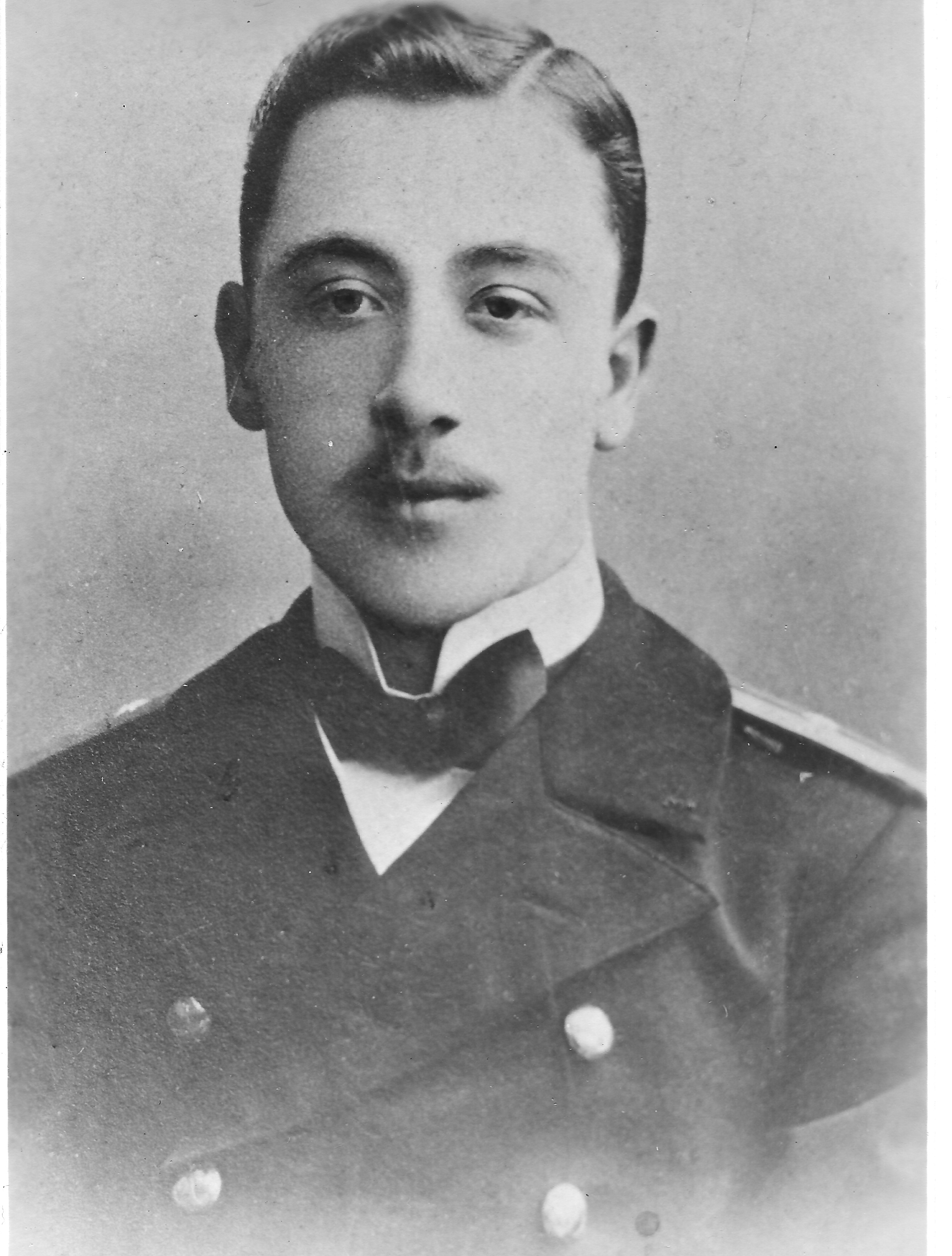
Boris Davydov

Boris Vladimirovitsj Davydov (Russisch: Борис Владимирович Давыдов; 1884 - Leningrad, 30 september 1925) was een Sovjet-Russisch hydrograaf en geodesist, die onderzoek verrichtte in de wateren van het noordoosten van Azië (Russische Verre Oosten). Hij is met name bekend als de leider van de expeditie die de Sovjetvlag plantte op het eiland Wrangel om het voor de Sovjet-Unie te claimen en die de bewoners van het eiland arresteerde.

## Biografie
Tijdens de Russisch-Japanse Oorlog diende hij in de Russische Keizerlijke Marine. Van 1906 tot 1910 volgde hij onderwijs aan de hydrografische afdeling van de zeeacademie waar hij zich bekwaamde in astronomie en geodesie in het Observatorium van Poelkovo. In 1910 werd hij aangesteld als bevelhebber over het hydrografische  schip Tajmyr dat uitgestuurd werd naar de Grote Oceaan. Tijdens deze reis  werden de coördinaten bepaald van een aantal punten tussen Kaap Dezjnjov en de monding van de Kolyma en een aantal gegevens verwerkt voor het loodswezen in dit gebied. In 1913 kreeg hij de leiding over de hydrografische expeditie op de Grote Oceaan, waarbij hij de zeebodem van de kusten van de Zee van Ochotsk in kaart bracht, gevolgd door een deel van de Beringzee. De Russische Burgeroorlog verhinderde verder onderzoek tot 1920 en in deze periode schreef hij daarom een omvangrijke wetenschappelijke verhandeling over deze reis (1500 pagina's, uitgegeven in 1923). Met de instelling van de Verre Oostelijke Republiek werd hij aangesteld als hoofd scheepsveiligheid in het Verre Oosten. Hij richtte zich daarbij toe op het behouden van de vaarrechten binnen een aantal zeegebieden in het Russische Verre Oosten. Van 1924 tot 1925 had hij de leiding over de expeditie op de Krasny Oktjabr naar het eiland Wrangel die tot doel had de aanwezige Amerikaanse kolonisten (een Amerikaan en een twintigtal Inuit) te arresteren en er een vlag te planten van de Sovjet-Unie om de Russische claim op het gebied (uit 1916) kracht bij te zetten. In de jaren ervoor waren er namelijk verschillende Canadese en Amerikaanse pogingen ondernomen om het gebied te claimen. De 'indringers' werden na aankomst in Vladivostok naar China gedeporteerd, behalve de Amerikaan die overleed aan longkanker tijdens een Russisch-Amerikaans diplomatiek conflict (zie verder Geschiedenis van Wrangel). Een jaar later overleed Davydov.
Naar Davydov is een bocht op Wrangel vernoemd.

## Werken
- Определение долгот по азимутам луны универсальным инструментом ("Bepaling van de lengtes van de azimutale lijnen met universele instrumenten"), "Записки по гидрографии", Sint-Petersburg, 1912;
- Материалы для изучения Сев. Ледовитого океана от мыса Дежнева до р. Колымы ("Materialen voor het onderzoek naar de Noordelijke IJszee van Kaap Dezjnov tot de rivier Kolyma"; informatie voor loodswezen), Sint-Petersburg, 1912;
- Некоторые практические указания при работах по съёмке берегов ("Enkele praktische aanwijzingen bij het werk aan het kustonderzoek"), "Записки по гидрографии", Petrograd, 1916;
- Лоция побережий РСФСР Охотского моря и Восточного берега полуострова Камчатки с островом Карагинским включительно ("Loodsgegevens [Wateralmanak] van de kusten van de RSFSR van de Zee van Ochotsk en de oostelijke kusten van het schiereiland Kamtsjatka met inbegrip van het eiland Karaginski"), Vladivostok, 1923;
- В тисках льда ("In de greep van het ijs"), Leningrad, 1925. Lit.: Achmatov V., B.V. Davydov, "Записки по гидрографии", т. III, Leningrad, 1926. (door A. Sokolov)